# Rue de Cambrai (Paris)
Pour les articles homonymes, voir Rue de Cambrai.
La rue de Cambrai est une voie du 19e arrondissement de Paris, en France.

## Situation et accès
La rue de Cambrai est une voie publique située dans le 19e arrondissement de Paris. Elle débute au 68, rue de l'Ourcq et se termine au 17, avenue Corentin-Cariou.

## Origine du nom

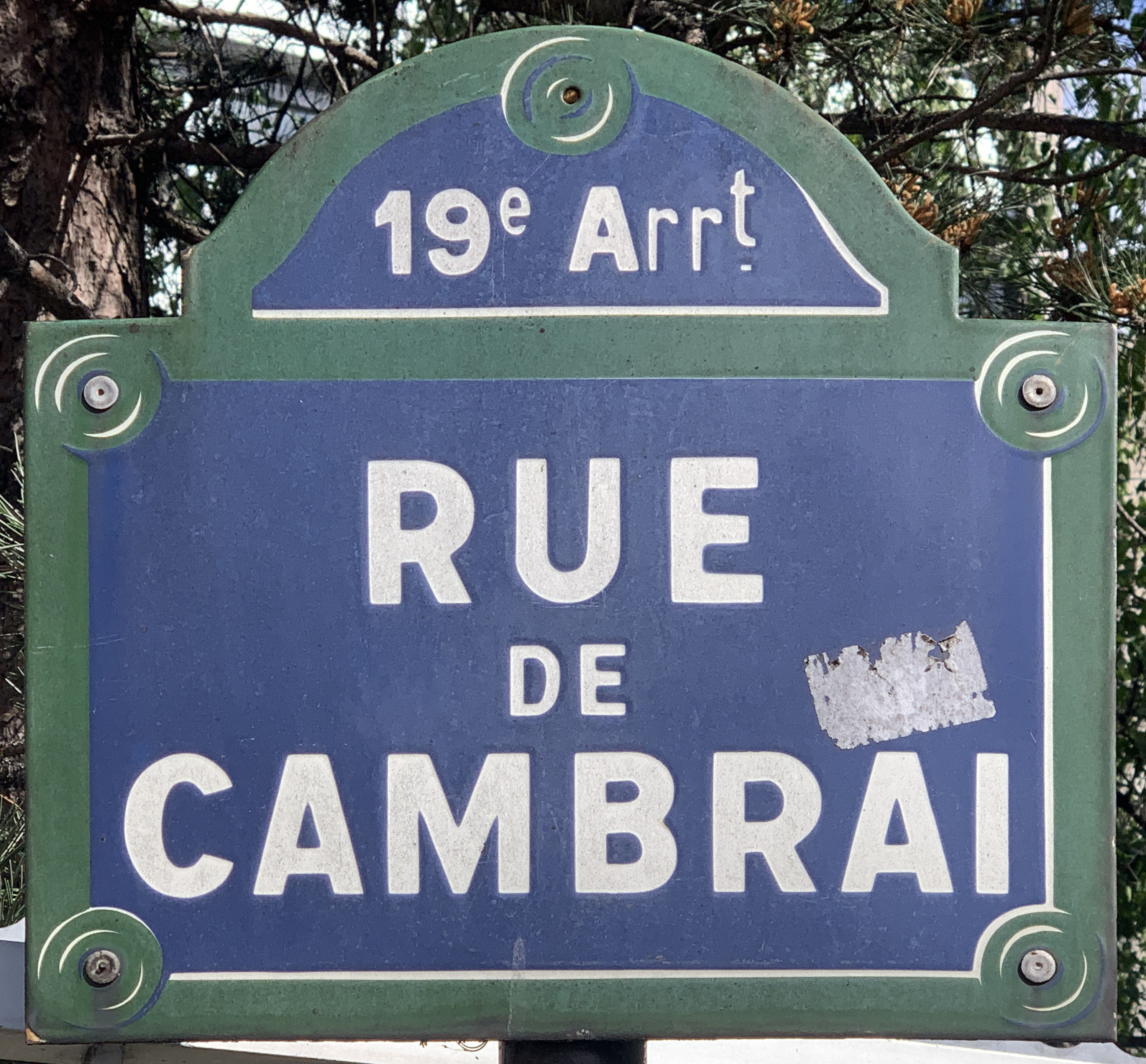
Plaque de la rue.

Cette rue porte le nom de Cambrai, ville du département du Nord, où fut conclu en 1529, par Louise de Savoie au nom de François Ier et Marguerite d'Autriche au nom de Charles-Quint, le traité dit de la Paix des Dames, qui mit fin aux guerres entre la France et l'Espagne.

## Historique
Ancienne voie de la commune de La Villette, la partie comprise entre la rue de l'Ourcq et la voie ferrée de la Petite ceinture provient d'un ancien chemin qui figure sur le plan de Delagrive et sur un petit plan manuscrit du XVIIIe siècle sous les noms de « chemin du Vivier » ou « chemin des Postes ». Elles sont également tracées sur le plan cadastral de 1812.
Classée dans la voirie de La Villette par arrêté du 3 août 1837, la partie située entre la rue de l'Ourcq et le chemin de fer de Ceinture rejoint la voirie de Paris par arrêté du 23 mai 1863.
Le 30 janvier 1918, durant la première Guerre mondiale, les Magasins généraux situés au no 34 rue de Cambrai et l'usine à gaz, située dans cette même rue, sont touchés lors d'un raid effectué par des avions allemands.

## Bâtiments remarquables et lieux de mémoire

Bâtiment au 11 de la rue.

- No 1 : collège (1986, architecte W. Mitrofanoff).
- No 11 : entrée du Parc du Pont de Flandre, parc d'activités tertiaires